# Būlānlīq
Būlānlīq (persiska: بولانلیق, Bolānlīq) är en ort i Iran.   Den ligger i provinsen Östazarbaijan, i den nordvästra delen av landet, 400 km väster om huvudstaden Teheran. Būlānlīq ligger 1 454 meter över havet och antalet invånare är 456.
Terrängen runt Būlānlīq är kuperad. Runt Būlānlīq är det ganska glesbefolkat, med 47 invånare per kvadratkilometer. Närmaste större samhälle är Dādlū, 6,0 km sydost om Būlānlīq. Trakten runt Būlānlīq består i huvudsak av gräsmarker.